# Süderbrarup

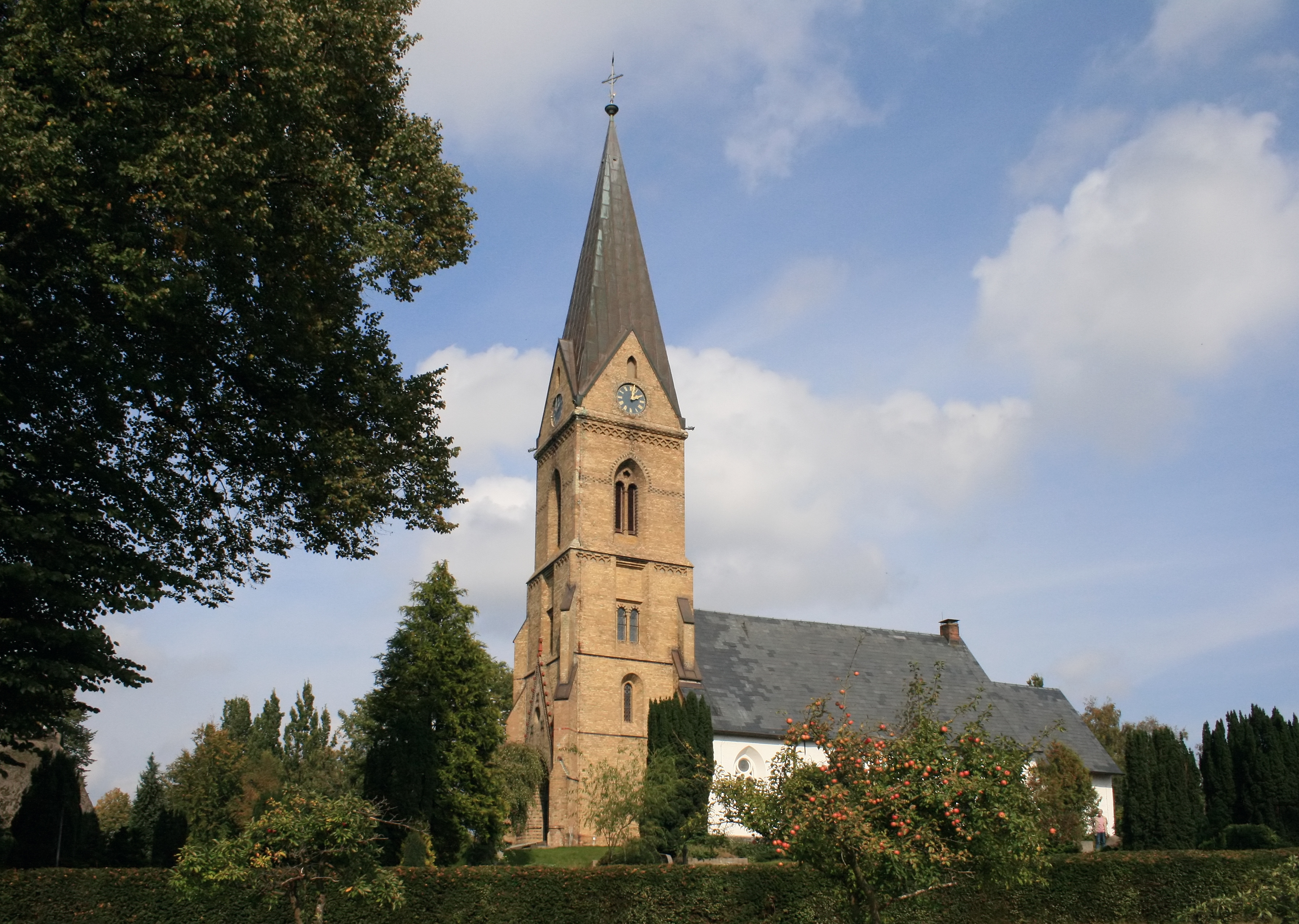
Ev. Kirche Süderbrarup – September 2007

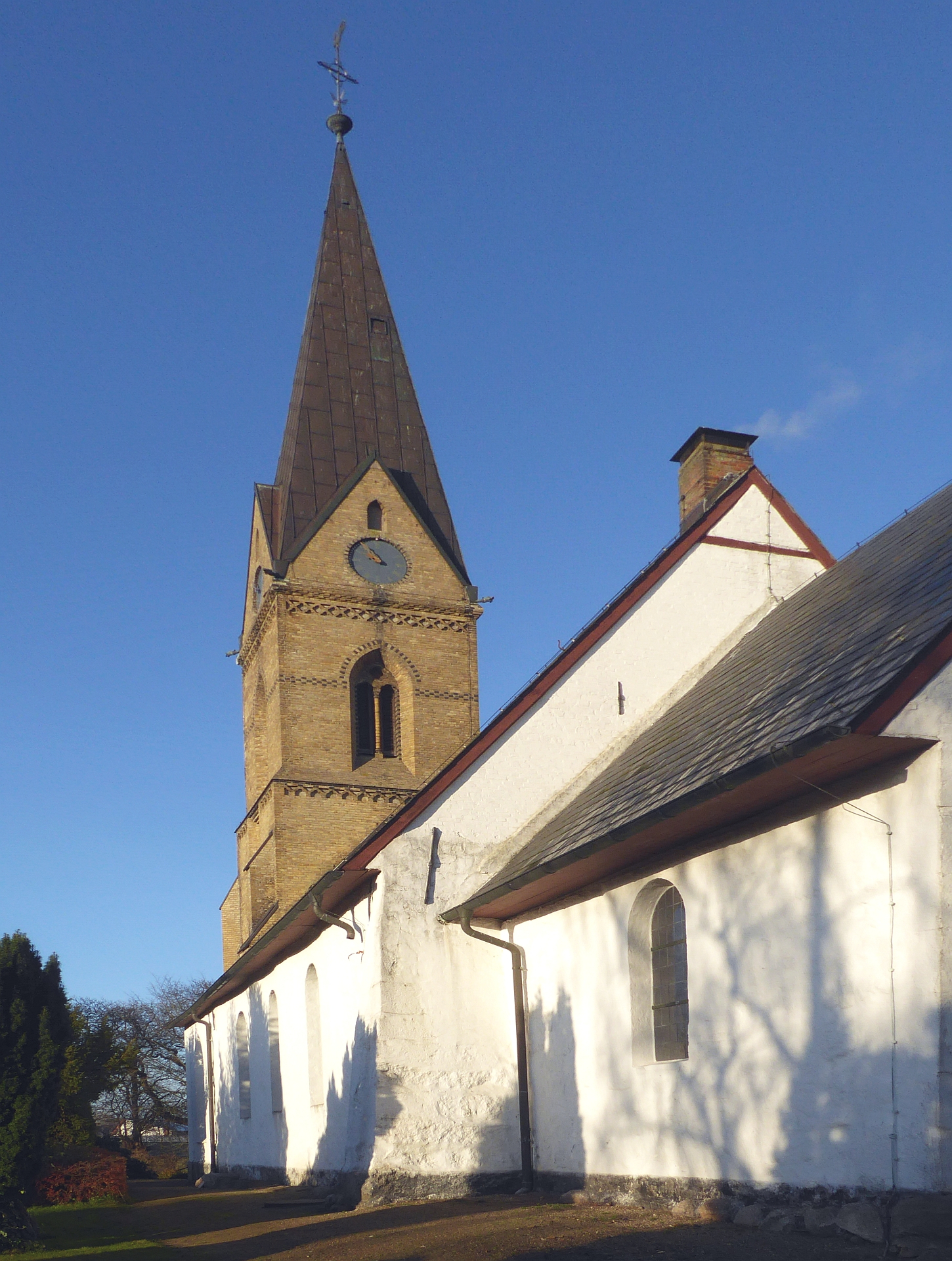
Das Kirchenschiff der Kirche mit Turm (Foto 2018)

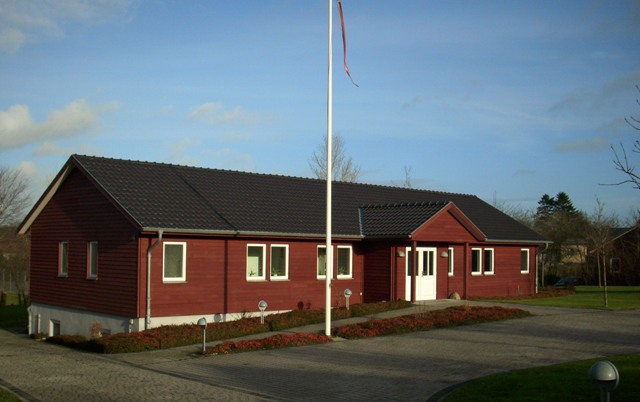
Die dänische Kirche Süderbrarups als rote Holzkirche

Süderbrarup (dänisch Sønder Brarup) ist eine Gemeinde im Kreis Schleswig-Flensburg in Schleswig-Holstein. Sie ist Verwaltungssitz des gleichnamigen Amtes.

## Geographie

### Geographische Lage
Das Gemeindegebiet von Süderbrarup erstreckt sich im Süden vom Naturraum Angeln südlich des Bachlaufs Oxbek zwischen Schleswig und Kappeln.

### Gemeindegliederung
Zur Gemeinde gehören neben dem Zentralort die (teilweise historischen) Ortschaften Bedstedt (Bedsted), Billwattbrück (Bilvadbro), Brebel (Bredbøl), Brebelholz (Bredbølskov), Brebelmoor, Brebelscheide, Dollrott (Dollerød), Dollrottfeld (Dollerødmark), Dollrottholz (Dollerødskov), Dollrottmoor, Dollrottroy, Dollrottwatt (Dollerødvad), Gaarwang (Gaardvang), Justrup, Oberland, Loitstraße (Løjtgade), Süderbrarupfeld, Süderbrarupholm (Holm oder Sønderbrarup-Holm), Süderbraruproy (Sønderbraruprød), Süderbrarupwesten (Sønder Brarup Vest), Süderfeld, Pleistrup (Plejstrup) und Winkelholm (Vinkelholm).

### Nachbargemeinden
Angrenzende Nachbargemeinden von Süderbrarup sind:
| Böel            | Norderbrarup, Wagersrott, Scheggerott       |                      |
| Twedt           | Kompassrose, die auf Nachbargemeinden zeigt | Rabenkirchen-Faulück |
| Loit, Steinfeld | Nottfeld, Boren                             |                      |

## Geschichte
Das Gemeindegebiet ist seit der Bronzezeit bewohnt, aus der mehrere Grabhügel erhalten sind. Besonders wichtig ist jedoch das 1861 erstmals geöffnete Hügelgrab Kummerhy westlich des Thorsberger Moors, das um 650 v. Chr. errichtet wurde und mit einem Steinkreis umgeben ist. Insgesamt befinden sich 22 Grabhügel in dem Gebiet.
Das Thorsberger Moor, aus dem bislang viele Gebrauchsgegenstände und Waffen sowie Kunstgewerbegegenstände wie Schmuck u. a. geborgen wurden, war – wie der Name vermuten lässt – dem germanischen Kriegsgott Thor als Opferstätte geweiht. Man geht davon aus, dass Thorsberg eine der wichtigsten Kultstätten der Region war – schon der Umstand, dass der alte Name Thorsberg auch in christlicher Zeit nicht vergessen wurde, soll darauf hindeuten. Die meisten der Fundstücke werden im Schleswig-Holsteinischen Landesmuseum im Schloss Gottorf  aufbewahrt. Am Marktplatz wurden etwa 2000 Urnen aus der Zeit bis 400 n. Chr. ausgegraben. Die Vielzahl an gebrauchten, schartigen Waffen, die im 4. Jahrhundert im Moor versenkt wurden, wird als ein Hinweis auf Kämpfe gedeutet, die in dieser Zeit in Jütland stattfanden und möglicherweise in Zusammenhang mit der Völkerwanderung stehen. So ist denkbar, dass die militärischen Konflikte im Kontext der Auswanderung der meisten Angeln nach Britannien von Bedeutung waren.
Der Ort Süderbrarup wurde 1231 erstmals als Syndräbrathorp (brathorp: Dorf am Hang) urkundlich erwähnt. Auf der anderen Seite der Oxbek gibt es entsprechend auch Norderbrarup, das bis ins 19. Jahrhundert der wichtigere Ort war. Möglich ist auch Deutung ausgehend vom Personennamen Brá.
Zum 1. März 2018 fusionierten die Gemeinden Brebel, Dollrottfeld und Süderbrarup zur Gemeinde Süderbrarup.

## Immigration
Laut Zensus 2011 haben 177 Menschen bzw. 1,6 % der Einwohner in Süderbrarup keine deutsche Staatsbürgerschaft. Die größten Einwanderungsgruppen kommen aus Dänemark (34 Menschen) und Polen (27 Menschen).

## Politik

### Gemeindevertretung
Bei der Kommunalwahl am 14. Mai 2023 wurden insgesamt zwanzig Sitze vergeben. Die CDU erhielt sieben Sitze, die Aktiven Bürger Süderbrarup, der SSW und die SPD je vier Sitze und die Freien und Unabhängigen Wähler für Süderbrarup einen Sitz.

### Bürgermeister
Bürgermeister ist seit 2021 Jürgen Mittler (CDU).
Für die Wahlperiode 2013–2018 wurde Friedrich Bennetreu (CDU) erneut zum Bürgermeister gewählt. Er war erstmals 2011 gewählt worden, nachdem sein Vorgänger Johannes-Peter Henningsen am 7. April 2011 sein Amt anlässlich seines 25-jährigen Bürgermeisterjubiläums niedergelegt hatte.

### Wappen
Blasonierung: „In Blau ein kreisrundes, vorgeschichtliches goldenes Schmuckstück, bestehend aus einem breiten äußeren und einem mit diesem durch vier Stege verbundenen, schmaleren inneren Ring, der einen sogenannten Dreiwirbel einschließt.“

## Religion
Gemäß Zensus 2011 sind in Süderbrarup 68,3 % der Bevölkerung evangelisch, 5,0 % katholisch und der Rest gehört einer anderen oder keiner Religionsgemeinschaft an.

## Kultur und Sehenswürdigkeiten
In der Liste der Kulturdenkmale in Süderbrarup stehen die in der Denkmalliste des Landes Schleswig-Holstein eingetragenen Kulturdenkmale.
In Süderbrarup gibt es einen Sportverein und mehrere Chöre und Musikvereine.
Brarup-Markt:

Brarup-Markt

Der Brarup-Markt, der am letzten Juli-Wochenende stattfindet, ist der größte ländliche Jahrmarkt in Schleswig-Holstein. Er wurde im Jahr 1593 erstmals erwähnt und feierte 1993 sein 400-jähriges Jubiläum.
Der Markt geht auf das 16. Jahrhundert zurück, als Menschen um den 25. Juli, den Gedenktag des Jakobus, an der heiligen Quelle des Ortes zusammenkamen. Hieraus entwickelte sich im Laufe der Jahrhunderte ein bäuerlich geprägter Markt und schließlich ein Volksfest mit Schaustellern und Künstlern. Heute handelt es sich um einen Jahrmarkt mit Fahrgeschäften und Buden, es gibt aber immer noch den traditionellen Viehmarkt am vorletzten Markttag.

## Wirtschaft und Infrastruktur

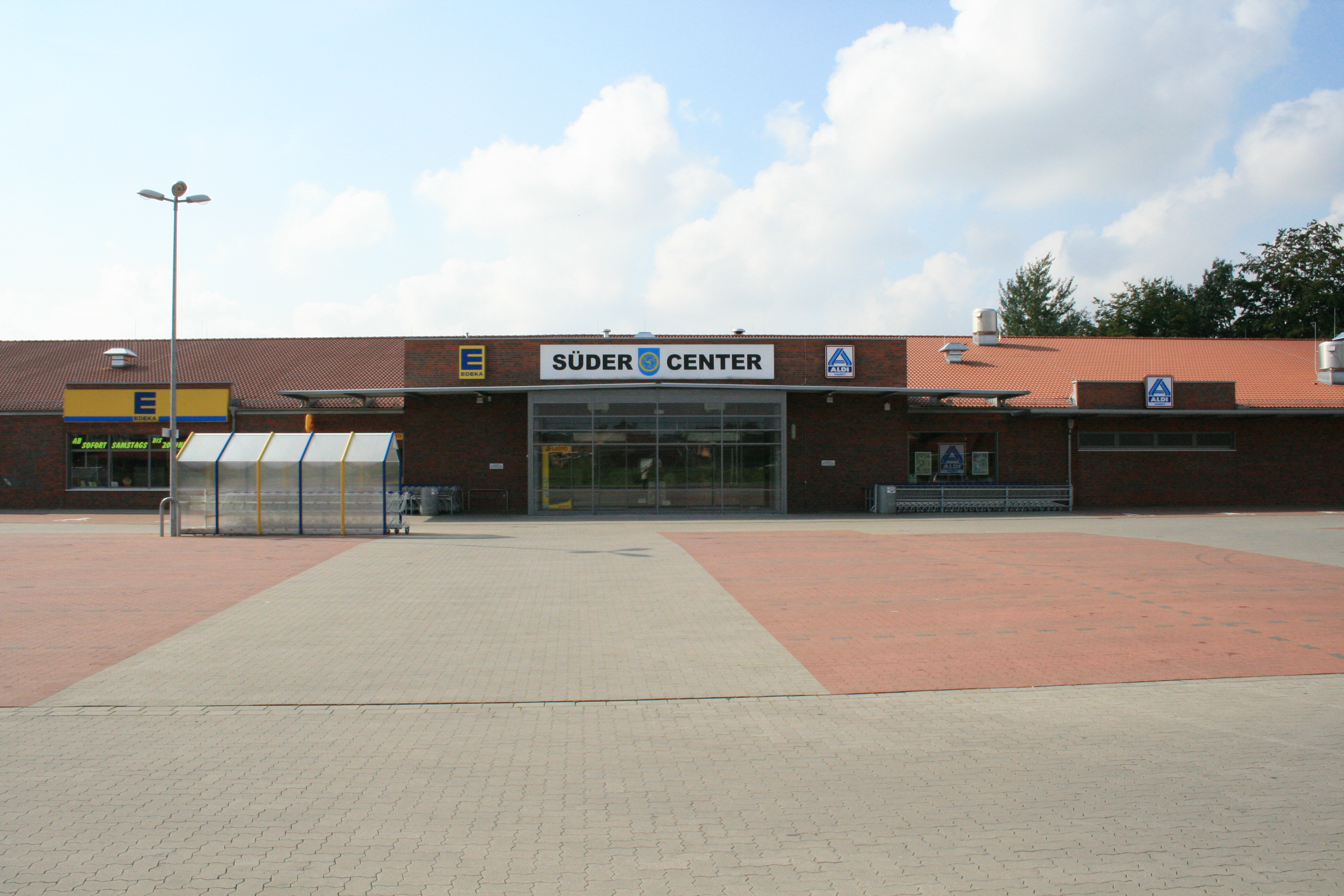
Süder-Center, September 2007

Süderbrarup hat eine große wirtschaftliche Bedeutung für die Region Angeln. Im Zentrum befinden sich viele Einzelhandels- und Dienstleistungsunternehmen. Im Frühjahr 2006 wurde in der Nähe der Ortsmitte (Luftlinie zum Orts-Zentrum „Germaniaplatz“: 400 m) ein Einkaufszentrum, das so genannte „Süder-Center“, eröffnet.
Bis in die 1990er Jahre bestand in Süderbrarup die Thorsberg-Kaserne der Bundeswehr, die nach dem Thorsberger Moor benannt war. Nach der Schließung wurde in den Gebäuden zeitweilig ein Auffanglager für Flüchtlinge aus den Jugoslawienkriegen eingerichtet. Heute befindet sich auf diesem Grundstück ein Baumarkt.

### Verkehr

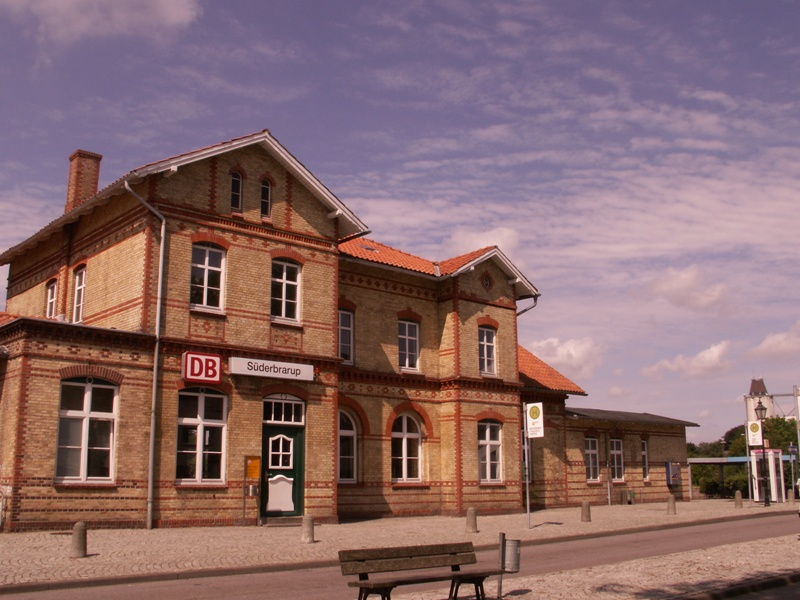
Bahnhof (2007)

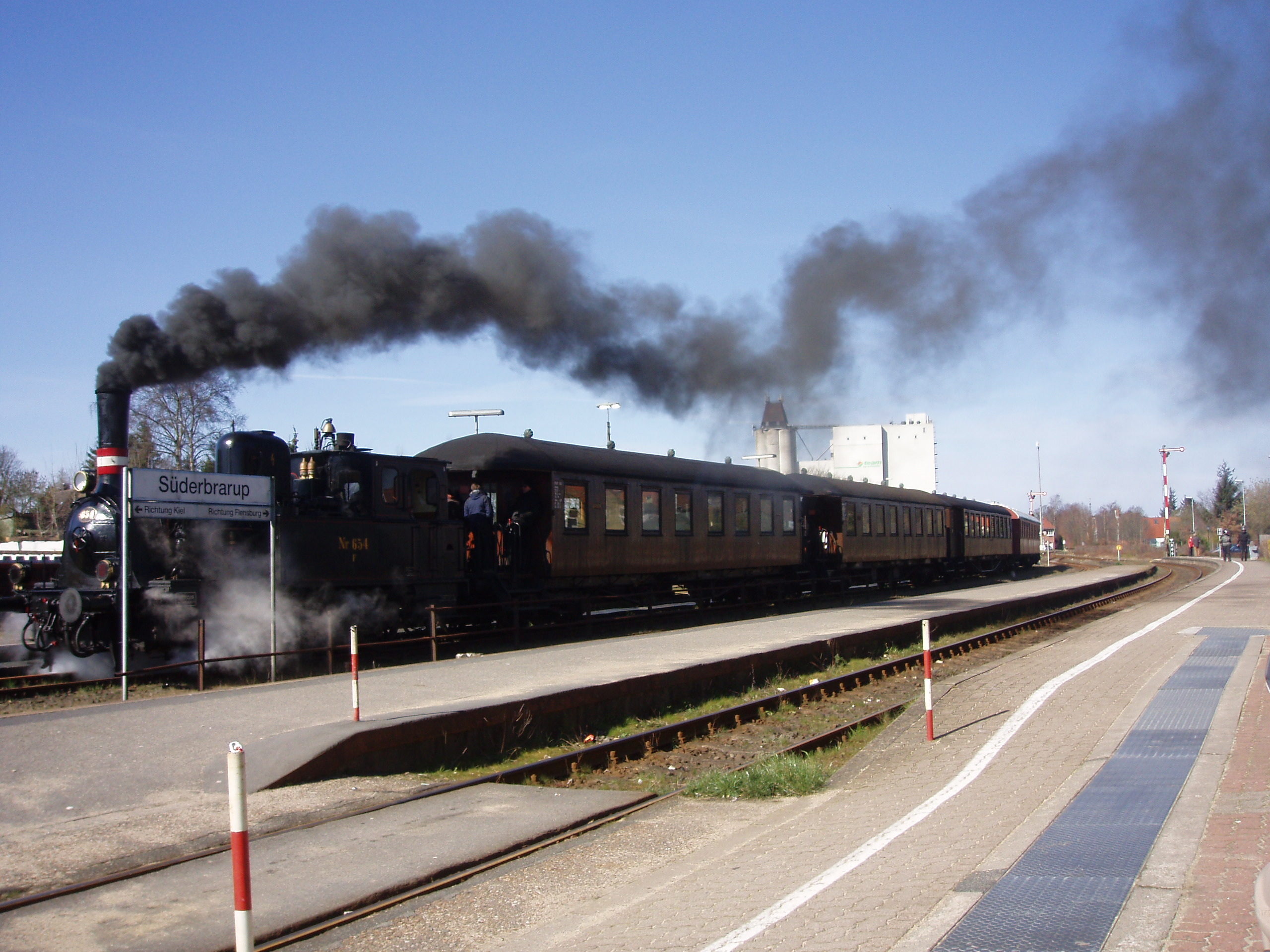
Museumszug im Bahnhof (2008)

Die Bundesstraße 201 verbindet Süderbrarup mit Schleswig und der Bundesautobahn 7.
Bahnverbindungen bestehen im Stundentakt auf der Bahnstrecke Kiel–Flensburg.
Durch Süderbrarup führte die Schleswiger Kreisbahn, auf welcher der Personenverkehr 1972 eingestellt wurde. Die Strecke nach Schleswig wurde zum Rad- und Wanderweg umgestaltet. Seit Einstellung des Güterverkehrs auf dem 13 km langen Abschnitt nach Kappeln dient die Strecke nur noch der Museumsbahn Angelner Dampfeisenbahn.

### Öffentliche Einrichtungen
Die Gemeinde unterhält eine Bücherei, ein Jugendzentrum und ein Freibad.

### Bildung
In der Gemeinde gibt es vier Kindergärten (darunter einen evangelischen, einen dänischen und einen der Arbeitsgemeinschaft Deutsches Schleswig), eine Grundschule, eine Förderschule, eine Gemeinschaftsschule sowie eine Dänische Grund- und Gemeinschaftsschule. Die deutsche Gemeinschaftsschule wurde erst 2008 aus der örtlichen Realschule und Hauptschule gebildet und heißt seit 2010 Schule am Thorsberger Moor.
Die Amtsvolkshochschule Süderbrarup e. V. bietet zahlreiche Abendkurse für Erwachsene an.
Seit 2010 verfügt Süderbrarup auch über ein Berufliches Gymnasium in der Gemeinschaftsschule, das eine Außenstelle des Beruflichen Bildungszentrums Schleswig darstellt.

## Persönlichkeiten

### Söhne und Töchter der Gemeinde
- Julius Simonsen (1876–1943), Kaufmann, Fotograf und Verleger
- Benno Hoffmann (1919–2005), Schauspieler
- Adelbert von Deyen (1953–2018), Musiker, Komponist, Maler und Grafiker
- Peter Heber (* 1956), zeitgenössischer Künstler

### Persönlichkeiten, die in der Gemeinde gewirkt haben
- Adolf Petersen (1874–1949), Postmeister, Lokalpolitiker und -historiker.
- Carla Stüwe (1891–1981), Fotografin